# Kick4Life FC
«Kick4Life FC»  — футбольний клуб з Масеру, Лесото, заснований у 2005 році братами Флемінґ. Вважається першим у світі футбольним клубом, головна мета якого — соціальні зміни. Нині команда виступає у Прем'єр-Лізі Лесото, а Kick4Life є офіційно зареєстрованою благодійною організацією у Лесото, Великій Британії та США.

## Історія
Футбольний клуб «Кік фор Лайф» було засновано з ініціативи британців Піта та Стіва Флемінга, з Саутгемптона, в 2005 році в Масеру. Команда спирається на власних вихованців та має свою академію. Крім стадіону, у клуба також є власний ресторан та готель. Офіційно про створення «Кік фор Лайф» було оголошено в 2006 році на стадіоні Саутгемптона Сент-Меріс.
В 2014 році команда здобула право виступати у Прем'єр-лізі Лесото. Команда є дуже молодою, а тому не встигла досягти вагомих результатів. Найкращим результатом у Прем'єр-лізі є 6-те місце, яке команда посіла за підсумками сезону 2016 року.